# Mysidopsis cojimarensis
Mysidopsis cojimarensis är en kräftdjursart som beskrevs av Ortiz och Lalana 1993. Mysidopsis cojimarensis ingår i släktet Mysidopsis och familjen Mysidae. Inga underarter finns listade i Catalogue of Life.